# Andile Yenana
Andile Yenana (* 10. Juni 1968 in King William’s Town) ist ein südafrikanischer Jazzpianist, Arrangeur und Musikproduzent.

## Leben und Wirken
Yenana, der durch die große Plattensammlung seines Vaters einen frühen Zugang zum Jazz fand, studierte zunächst an der Fort Hare University und absolvierte ein Pädagogikstudium. Erst dann schrieb er sich im Jazzstudiengang bei Darius Brubeck an der Universität von KwaZulu-Natal ein, wo er auf seine Kommilitonen Zim Ngqawana und Feya Faku traf, mit denen er später immer wieder zusammen spielte. In Durban gründete er eine eigene Band, spielte aber auch mit Concord Nkabinde, Dumisane Shange und Mfana Mlabo, bevor er in Johannesburg Mitglied von Ngqawanas Band wurde, mit dem er auch in Norwegen, Großbritannien und Frankreich tourte (und auf fünf von dessen Alben mitspielte). Auch war er international mit Steve Dyers Mahube-Projekt auf Tournee. Weiterhin spielte er mit Louis Mhlanga. Gemeinsam mit Sydney Mnisi, Marcus Wyatt, Herbie Tsoaeli und den Schlagzeugern Lulu Gontsana bzw. Morabo Morojele gründete er die Gruppe Voice, die zwei Alben aufnahm und in Skandinavien auf Tournee war. Dort, wie auch auf seinen eigenen Alben, versuchte er das Repertoire des südafrikanischen Jazz zu pflegen, u. a. mit Kompositionen von Johnny Dyani und Dudu Pukwana. Mit Ngqawana und Robbie Jansen trat er 2004 beim Havana Jazz Festival auf.
Er hat auch mit Andy Narell und mit Miriam Makeba (Reflections 2004) aufgenommen. Als Arrangeur arbeitete er für Sibongile Khumalo, Gloria Bosman und Suthukazi Arosi. Auch war er als Plattenproduzent tätig; so erhielt er einen South African Music Award als bester Produzent für die Aufnahme von Winston Mankunkus Album Abantwana be Afrika. Als Standard Bank Young Artist for Jazz hatte Yenana 2005 die Gelegenheit, mit drei unterschiedlichen Projekten beim National Arts Festival in Grahamstown aufzutreten.

## Diskographische Hinweise
- We Used to Dance (Sheer Sounds 2002, mit Feya Faku, Sydney Mnisi, Kevin Gibson, Herbie Tsoaeli, Morabo Morojele)[2]
- Who's Got the Map? (Sheer Sounds 2005, mit Sydney Mavudla, Sydney Mnisi, Jimmy Mngwandi, Clemment Benny bzw. Morabo Morojele sowie Basi Mahlasela)[3]